# Преображенівка
Преображе́нівка —  село в Україні, у Близнюківській селищній громаді Лозівського району Харківської області. Населення становить 97 осіб. До 2020 орган місцевого самоврядування — Берестівська сільська рада.

## Географія
Село Преображенівка знаходиться на лівому березі пересихаючої річки Водяна між балками Соломкина і Вишнева. На території села є загата. За 6 км розташоване село Берестове.

## Історія
- 1898 - дата заснування. Село виникло на землях поміщика Криштофовича.
- У ході наступальної операції радянських військ у лютому 1942 року село Преображенівка було звільнене від німецько-нацистських загарбників, але у травні цього ж року знову окуповане. Остаточно село звільнили у ході вересневих боїв 1943 року. 78 радянських воїнів, які загинули за звільнення Преображенівки поховані у братській могилі в центрі села. Прізвища та військові звання не встановлені.

12 червня 2020 року, відповідно до Розпорядження Кабінету Міністрів України № 725-р «Про визначення адміністративних центрів та затвердження територій територіальних громад Харківської області», увійшло до складу Близнюківської селищної громади.
19 липня 2020 року, в результаті адміністративно-територіальної реформи та ліквідації Близнюківського району, увійшло до складу Лозівського району Харківської області.

## Економіка
- В селі є молочно-товарна ферма.

## Культура
- Клуб.